# Tongariki
Tongariki ist eine Insel in der Provinz Shefa des Inselstaats Vanuatu im Korallenmeer.

## Geographie
Die hügelige, dicht bewachsene Insel gehört zu den Shepherd-Inseln und liegt etwa neun Kilometer südöstlich von Tongoa.

## Bevölkerung
2015 hatte Tongariki 274 Einwohner, die in 55 Haushalten lebten.